# Romániai magyar ateista irodalom
Az ateista irodalom a vallást mint ideológiát bíráló, gyakran polemikus jellegű írások gyűjtőneve.

## Ateista irodalom a két világháború közt
A két világháború között a baloldali sajtóban, munkásnaptárakban jelent meg. Aradi Viktor A csillagvilágtól a szocializmusig (Kolozsvár, 1924) és Erdélyi Kálmán Új utakon : tanulmányok a szocializmus köréből (Kolozsvár, 1924) c. értekezése, valamint A világ és az emberi társadalom kialakulása és fejlődése (Kolozsvár, 1932) c. kiadvány a természettudományos világképet állítja szembe a teológiai világképpel.

## Ateista irodalom 1950 után
1950 után számos ateista mű jelent meg magyar fordításban. Blénesi Ernő és Vécsey Károly történeti elemzése Vallásos ünnepek, szokások, szertartások címen (1959) és Kovács Dániel, Sorbán Antal, Vécsey Károly közös tanulmánya A valláserkölcs antihumánus jellege címen (1962) a Tudományos Ismeretterjesztő Társulat ismeretterjesztő kiadványa. Tudományos szinten Farkas Zoltán műveli az ateista irodalmat vitairataival (Áramlatok a mai katolicizmusban, Korunk, 1965/1; A predestináció „misztikus és félelmetes” dogmája, Korunk, 1965/2) és önálló munkájával (Gondolatok a valláserkölcsről, 1977).